# Crosses, Cher

Crosses este o comună în departamentul Cher, Franța. În 1 ianuarie 2022 avea o populație de 385 de locuitori.